# 四湖 (雲林縣大字)
四湖，是臺灣雲林縣四湖鄉的一個傳統地域名稱，位於該鄉北部偏東。相較於今日行政區，其範圍大致包括新庄村不含東北端及西南部、湖西村不含西南部凸出部分、四湖村北半部。

## 歷史
臺灣清治末期至日治初期，四湖地區為一（舊制）街庄，稱為「四湖庄」，隸屬於尖山堡。該庄北與牛埔頭庄為鄰，東與溪底庄為鄰，南邊為鹿場庄、下藔庄，西邊為羊稠厝庄。
1901年（日治明治三十四年）11月，全臺廢縣廳改設二十廳，該庄隸屬於斗六廳。1903年（明治三十六年）6月，該庄編入「牛挑灣區」，隸屬於斗六廳。1909年（明治四十二年）10月，合併二十廳為十二廳，牛挑灣區改隸屬於嘉義廳。1920年（大正九年），全臺地方制度大改正，廢十二廳改設五州二廳，該庄改制為「四湖」大字，隸屬於臺南州北港郡四湖庄（新制街庄）。
戰後四湖庄改制為四湖鄉，隸屬於臺南縣，大字亦改制為村。1950年10月，雲、嘉、南分治，四湖鄉改隸屬雲林縣。

## 聚落
本地區發展較早的聚落有四湖、保長湖、新厝仔、新庄仔（新庄）、西勢藔（已消失）、沙崙腳等，在日治期初期的官方地圖上已有記載。

## 交通
縣道155號（中正路）是臺西鄉五條港至北港的道路，經過本地區四湖聚落（四湖鄉市區）。由該道路向西北微北可前往臺西鄉，並止於五條港的省道台17線與台61線共線路口；向東南微南可前往水林鄉東北部、北港鎮，並止於北港市區的省道台19線路口。
縣道160號（中山西路、中正路、關聖路）是四湖鄉三條崙至土庫鎮無底潭的道路，經過本地區四湖聚落（四湖鄉市區）。由該道路向西可前往三條崙，並止於台灣中油三條崙站前；向東微南可前往元長鄉、土庫鎮西南部糞箕湖地區的無底潭，並止於縣道145號路口（無底潭聚落東郊）。
鄉道雲113線（保安路、嘉芳南路）是東勢至四湖的道路，其南側端點（終點）位於本地區四湖聚落的縣道160號路口。由此向東北經保長湖聚落東南側後，可前往牛埔頭北部，並止於縣道153號路口（東勢地區的東勢聚落南郊）。
鄉道雲113-1線是嘉隆至新厝的道路，其南側端點（終點）位於本地區西部新厝仔聚落的鄉道雲113-2線路口。由此向北北東沿邊界而行，其後轉東南東再轉東可前往牛埔頭南部偏西的鄉道雲113線路口（屬嘉隆村）。
鄉道雲113-2線（保長湖路）是東莊寮至保長湖的道路，其東側端點（終點）位於本地區保長湖聚落東南側的鄉道雲113線路口。由此向西北蜿蜒而行，經新厝仔聚落後可前往羊稠厝地區北部，並止於東庄寮聚落的縣道155號路口。
鄉道雲160線（中山東路）是四湖至海豐的道路，其西側端點（起點）位於本地區四湖聚落的縣道155號、160號共線路口。由此向東微南可前往鹿場地區東部偏北，並止於鄉道雲165線路口（車巷口地區的海豐聚落北郊）。
鄉道雲165線是砂崙腳至好收的道路，其北側端點（起點）位於本地區東部邊界地帶的縣道160號路口（砂崙腳聚落東側）。由此向南南西可前往本地區/溪底交界地帶、溪底/鹿場交界地帶、車巷口、好收，並止於縣道153號、縣道155號交會路口。
鄉道雲165-1線是新莊至蘇秦寮的道路，其北側端點（起點）位於本地區中部略偏南的縣道160號路口（新莊聚落東北郊）。由此向東微南轉南微西可前往鹿場地區東北部、車巷口地區東部，並止於蘇秦寮聚落西側的鄉道雲165線路口。

## 學校
- 四湖國小

## 公務機關
- 四湖鄉公所
- 四湖鄉鄉民代表會

## 產業
- 台糖四湖農場
  - 四湖農場辦事處